# Chevrolet N300
La microvan Chevrolet N200/N300 es un vehículo de dimensiones reducidas, y cuenta con de cinco a ocho plazas. Esta microván es hecha en China por el consorcio SGMW, una empresa conjunta entre la General Motors y la SAIC Motors. A diferencia de los productos anteriores de la compañía, hechos con base en mecánicas de la Mitsubishi; la Chevrolet N200/N300 es un desarrollo diferente de dichas bases. Con el nombre código LZW 6381B3, la Chevrolet N300 también se comercializa como Wuling Journey y Wuling Sunshine (la versión de carga recibe una designación confusa en el sureste asiático, ya que hay otro coche designado como Wuling Sunshine en estos mercados) y Chevrolet N200 (en Centro y Suramérica, Norte de África y Oriente Medio), así como recibe la designación propia de marca de Wuling Hongtu en China.

## Descripción
La Chevrolet N200/N300 está equipada con un motor de manufactura y diseño propio de la serie B; el cual es un motor de 4 cilindros de la Wuling, de 1.2 litros de cilindraje (el código del motor es LAQ). Sus 86 caballos de vapor (63 kW) a 6.000 rpm le son suficientes para impulsar sus 1095 kilogramos (2414 lb) de peso del vehículo, otorgándole una velocidad máxima de 135 kilómetros (84 mi)/h. El mercado dentro de Singapur ha designado a los Wuling Sunshine y Journey con el código de modelo LZW6381C3, en donde la letra constituye la diferenciación del nivel de equipamiento motor. Diferentes motores como el LJ465Q3-1 (de 1,1 litros de cubicaje), se basa en los diseños de la Suzuki de sus motores Suzuki F10A, con más de treinta años de antigüedad. Con sólo 53 caballos de vapor (39 kW) de fuerza, la velocidad máxima de la Chevrolet N200/N300 es de apenas 105 kilómetros (65 mi)/h, en sus versiones de exportación.

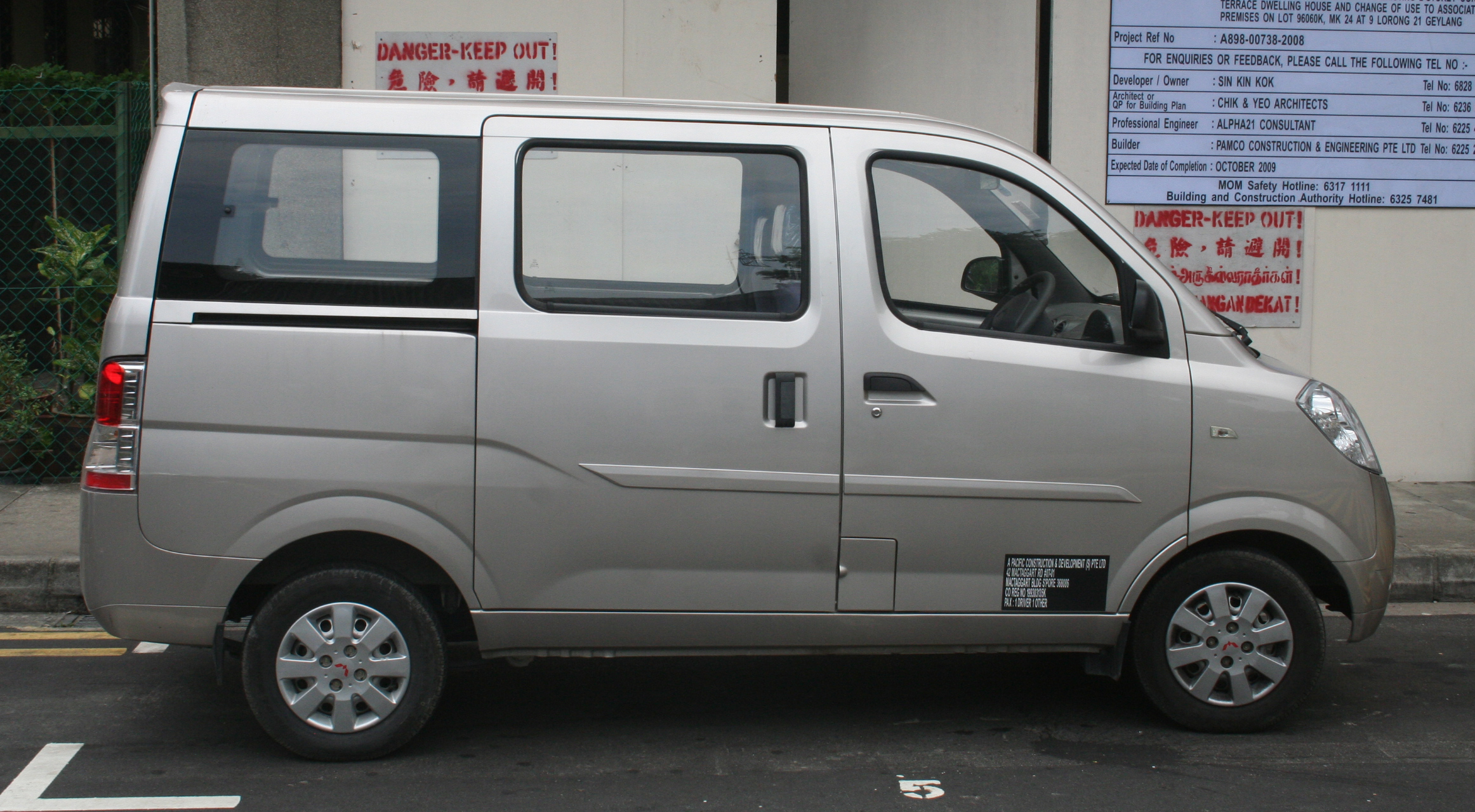
Vista lateral de una Chevrolet N200/N300

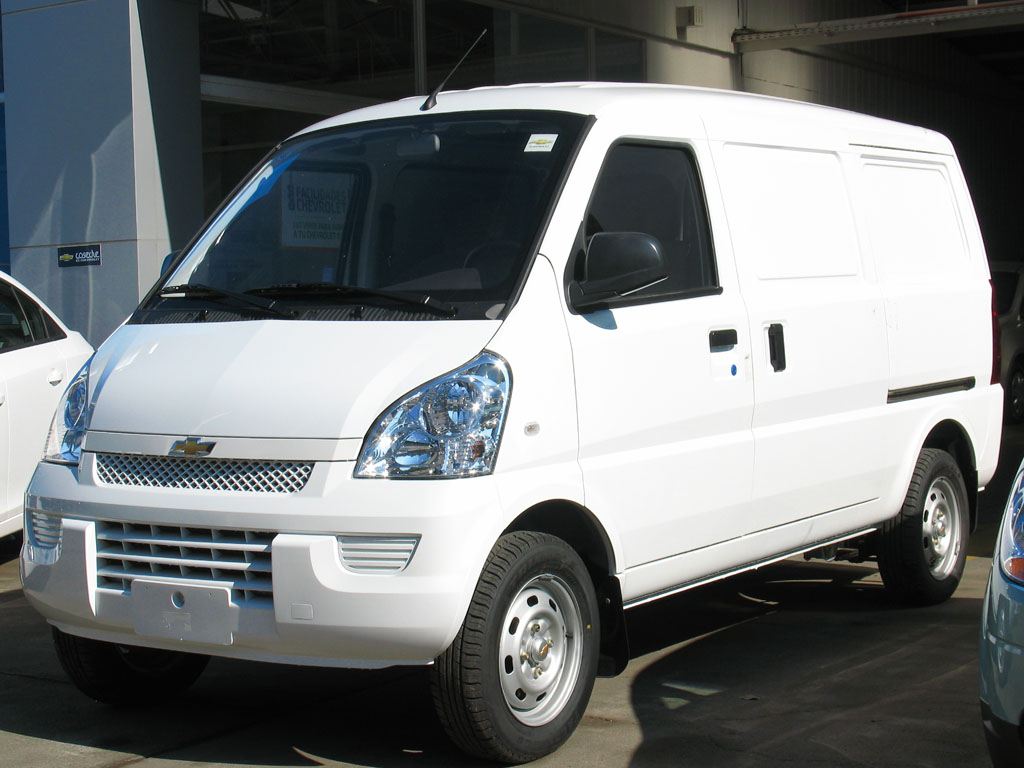
Chevrolet N300 Max

La suspensión, de brazos independientes; es de tipo McPherson en la parte delantera, y atrás de eje rígido, a base de muelles o amortiguadores sobre resortes helicoidales en función del nivel de equipamiento, siendo la de carga equipada con ballestas y la de pasajeros con amortiguadores por su suavidad. Los frenos son de discos adelante y de tambores en la parte trasera en la N200 de pasajeros, y en la N300 son de campana en ambos ejes. Cuenta con una caja de cambios de cinco velocidades como la única opción disponible. Los equipos de seguridad como bolsas de aire y frenos ABS están disponibles por un importe adicional, y otros aditamentos como radio con MP3 y Chevystar son sólo opcionales y de acuerdo al mercado.

## Mercados
Las ventas en Centro y Suramérica comenzaron en julio de 2008, cuando el coche entró en el mercado andino bajo el nombre de Chevrolet N200, siendo posteriormente introducida una variante optimizada para carga; con una nueva carrocería, designada como Chevrolet N300. Las versiones de la N200 y N300 comercializadas en otras latitudes reciben un nuevo diseño de frontal y una prominente insignia del corbatín Chevrolet. Desde agosto de 2009, las minivanes Chevrolet N200 y N300 se comercializan a través de la red de concesionarios de la GM en los mercados de centro y Suramérica, así como en los del Norte de África y de Medio Oriente.

## Seguridad
El N300 en su versión Latinoamericana más básica recibió una calificación de 0 estrellas para adultos y 1 estrella para niños de Latin NCAP en 2017 (protocolo obsoleto).